# 北ホラント州

北ホラント州
Provincie Noord-Holland

北ホラント州（きたホラントしゅう、Noord-Holland [ˌnoːrt ˈɦɔlɑnt] ( 音声ファイル)）は、オランダ西部の州。州都はハールレム。北と西は北海に面し、南西は南ホラント州と境界を接し、南東はユトレヒト州、東はアイセル湖を挟んでフリースラント州、フレヴォラント州と向かい合う。同国の名目上の首都であるアムステルダムも北ホラント州に属する。

## 州名
州名の由来は、ホラント州を参照。
標準的なオランダ語発音をカタカナ表記化すると「ノールトホラント」となり、そのように表記されることもある（稀に「ノールト・ホラント」と中黒点を入れることも）。しかし、「ノールト」を翻訳して「北ホラント州」と表記されることが多い。その他、以下のような表記もある。
- 北ホーラント
- 北ホランド
- 北ホーランド
- ノルトホラント
- ノルトホーラント
- ノルトホランド
- ノールトホーラント
- ノールトホランド

## 歴史
1840年にホラント州が分割され、北ホラント州と南ホラント州になった。

## 基礎自治体

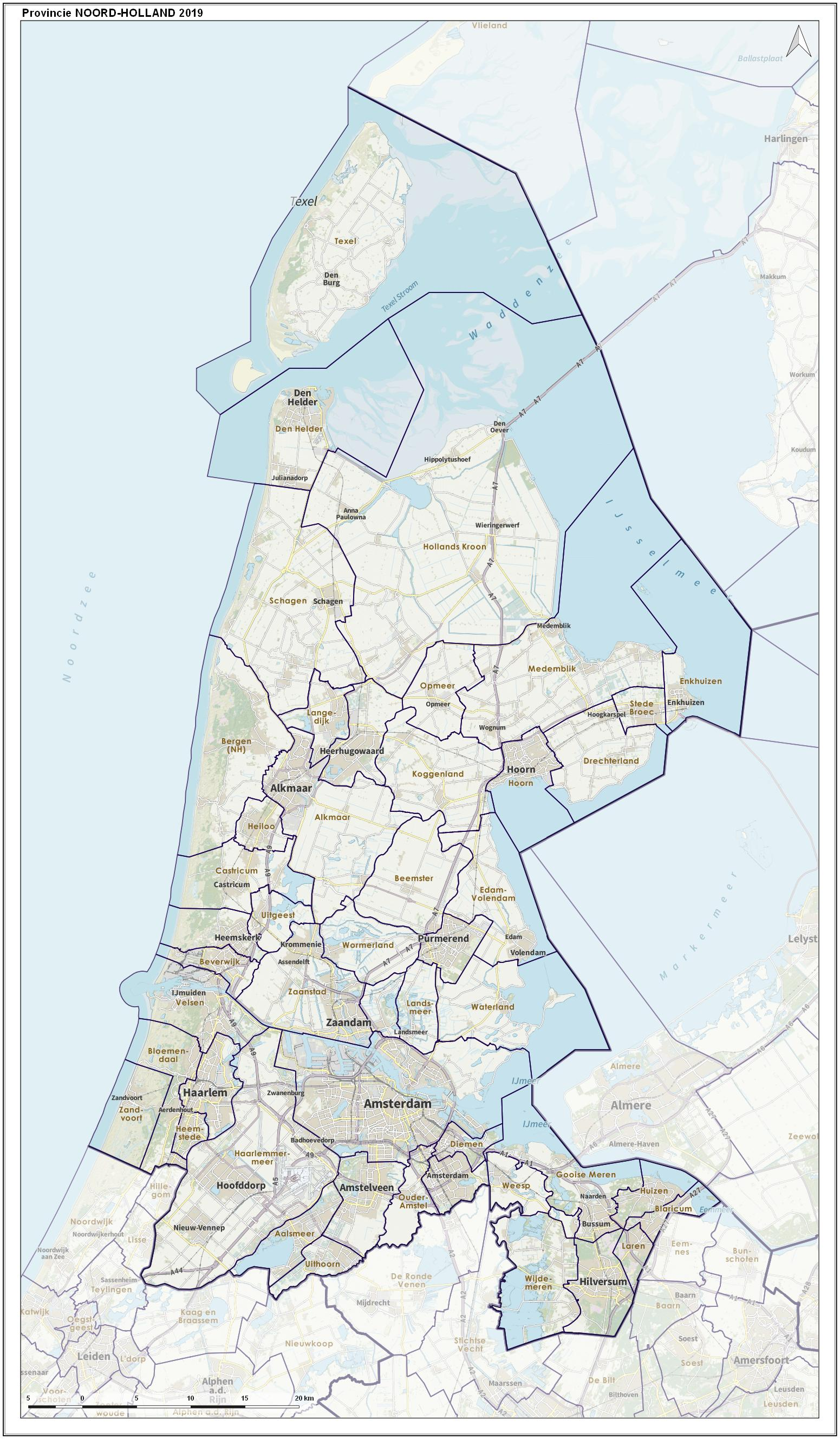
2019年の北ホラント州の地図

2022年時点で、44の基礎自治体（ヘメーンテ）からなる。
| - アールスメール (Aalsmeer) - アルクマール (Alkmaar) - アムステルフェーン (Amstelveen) - アムステルダム (Amsterdam) - ベルヘン (Bergen) - ベーフェルヴァイク (Beverwijk) - ブラリクム (Blaricum) - ブルーメンダール (Bloemendaal) - カストリクム (Castricum) - デン・ヘルダー (Den Helder) - ディーメン (Diemen) - ダイク・エン・ヴァールト (Dijk en Waard) - ドレヒテルラント (Drechterland) - エダム・フォレンダム (Edam-Volendam) - エンクハウゼン (Enkhuizen) - ホーイセ・メーレン (Gooise Meren) - ハールレム（ハーレム） (Haarlem) - ハーレマーメール (Haarlemmermeer) - ヘームスケルク (Heemskerk) - ヘームステーデ (Heemstede) - ハイロー (Heiloo) - ヒルフェルスム (Hilversum) | - ホランドス・クローン (Hollands Kroon) - ホールン (Hoorn) - ハウゼン (Huizen) - コッヘンラント (Koggenland) - ランドスメール (Landsmeer) - ラレン (Laren) - メデンブリック (Medemblik) - オーストザーン (Oostzaan) - オプメール (Opmeer) - アウデラムステル (Ouder-Amstel) - プルメレント (Purmerend) - スハーヘン (Schagen) - ステデ・ブルーク (Stede Broec) - テセル (Texel) - アウトヘースト (Uitgeest) - アウトホールン (Uithoorn) - フェルセン (Velsen) - ワーテルラント (Waterland) - ワイデメレーン (Wijdemeren) - ヴォルメルラント (Wormerland) - ザーンスタット (Zaanstad) - ザンドフォールト (Zandvoort) |

## スポーツ

### サッカー
北ホラント州に本拠地を置くプロサッカークラブ。1部リーグ（エールディヴィジ）と2部リーグ（エールステ・ディヴィジ）の双方を含む。
- AFCアヤックス - アムステルダム
- AZアルクマール - アルクマール
- FCフォレンダム - フォレンダム（ヘメーンテはエダム・フォレンダム）
- テルスター - アイマイデン（ヘメーンテはフェルセン）
- HFCハールレム - ハールレム